# ستيف رويي
ستيف رويي (10 يوليو 1990 بمونثي في سويسرا - ) هو لاعب كرة قدم سويسري في مركز الدفاع.

## روابط خارجية
- ستيف رويي على موقع الاتحاد الأوربي (الإنجليزية)
- ستيف رويي على موقع قاعدة بيانات كرة القدم.إي يو (الإنجليزية)
- ستيف رويي على موقع Soccerway.com (الإنجليزية)
- ستيف رويي على موقع عالم كرة القدم.نت (الإنجليزية)